# Hoya erythrostemma
Hoya erythrostemma är en oleanderväxtart som beskrevs av Kerr. Hoya erythrostemma ingår i släktet Hoya och familjen oleanderväxter. Inga underarter finns listade i Catalogue of Life.